# Боничелли, Гаэтано
Гаэтано Боничелли (итал. Gaetano Bonicelli; род. 13 декабря 1924) — итальянский прелат Римской католической церкви, архиепископ Сиена-Колле-ди-Валь-д’Эльса-Монтальчино (1989—2001).

## Биография
Гаэтано Боничелли родился 13 декабря 1924 года.
Был рукоположен в сан священника 22 мая 1948 года. После миссионерской работы в Бельгии в 1965 году он стал директором Итальянского бюро эмиграции и туризма. В 1973 году Боничелли дослужился до должности помощника секретаря Конференции итальянских епископов.
28 октября 1981 года Папа Иоанн Павел II назначил его титулярным архиепископом Италики и архиепископом Итальянского военного ординариата, а 14 ноября 1989 года архиепископом Сиены-Колле ди Валь д'Эльза-Монтальчино.
23 мая 2001 года Гаэтано объявил о своей отставке по возрасту. С тех пор он живёт в доме паломника в Стеццано, недалеко от Бергамо.